# 韵脚
韵脚是指韵文句末押韵的音節，如在一首押韵的诗中，使用了同样或近似韵母的字，这就叫做该诗的韵脚。

## 汉语诗文中的韵脚
韵脚即是韵文（例如：诗、词、歌、赋等）句末押韵的字。一首或一篇韵文裏，會有一部份（甚至是全部）句子的末字，採用韵腹和韵尾相同或相近的字，这就叫做押韵。因为押韵的字一般都放在一句的最后，故称“韵脚”。引这些字的韵母要麼完全相同，要麼音色相似，其韻腹或/及韻尾有一定的相似點。
中国古代韵文是特别重视押韵的，不管什么体制（五古、七古、五绝、七绝、五律、七律、词、杂言诗、赋等），所以除了险韵外，大部分字都能当作韵脚。
以特定题目作诗时，有时也会有韵脚的要求。